# Raina Hein
Raina Hein, född 18 juli 1987 i Minnetonka i Minnesota, är en amerikansk fotomodell. Hon deltog i säsong fjorton av America's Next Top Model där hon kom på en andraplats efter vinnaren Krista White.